# Епархия Хакхи
Епархия Хакхи (лат. Dioecesis Hakhanensis) — епархия Римско-Католической церкви с центром в городе Хакха, Мьянма. Епархия Хакхи входит в митрополию Мандалая. 

## История
21 ноября 1992 года Святой Престол учредил епархию Хакхи, выделив её из архиепархии Мандалая. 
22 мая 2010 года епархия Хакхи передала часть своей территории для возведения новой епархии Калая. 

## Ординарии епархии
- епископ Nicholas Mang Thang (21.11.1992 — 30.11.2011) — назначен архиепископом-коадъютором Мандалая;
- епископ Lucius Hre Kung (с 19.10.2013).

## Источник
- Annuario Pontificio, Libreria Editrice Vaticana, Città del Vaticano, 2003, ISBN 88-209-7422-3